# Nadia Nashir-Karim
Nadia Nashir-Karim (geboren am 4. September 1955 in Kabul, Afghanistan; gestorben am 20. April 2023) war eine afghanisch-deutsche Frauenrechtlerin. Sie war Mitbegründerin und Vorsitzende des Afghanischen Frauenvereins e. V. in Hamburg, der in Afghanistan vor Ort Menschen mit Infrastrukturprojekten für die ländliche Entwicklung, medizinischer Versorgung, Bildungs- und Aufklärungsarbeit unterstützt. Sie wurde 2017 für ihre ehrenamtliche Arbeit mit dem Verdienstkreuz am Bande der Bundesrepublik Deutschland ausgezeichnet.

## Leben
Nadia Nashir-Karim wuchs in Kundus auf, ihr Vater war Unternehmer und ihre Mutter stammte aus Berlin. Sie hat neun Geschwister. Nashir-Karim studierte zwei Semester Germanistik an der Universität Kabul und lebte ab 1975 in Deutschland. Von 1977 bis 1990 studierte sie Medienwissenschaften an der Universität Osnabrück im Studiengang Kommunikation/Ästhetik mit den Nebenfächern Psychologie und Pädagogik. 1990 schloss sie das Studium der Medienwissenschaft mit dem Magister Artium zum Thema: Darstellung der Auslandsberichterstattung des Fernsehens über die Dritte Welt am Beispiel des Afghanistan-Konfliktes in ‚Weltspiegel‘ und ‚Auslandsjournal‘ 1984–1988 ab.
Als regionale und überregionale Frauenbeauftragte war sie für das Projekt Fachkräfteprogramm Afghanistan bei der Gesellschaft für technische Zusammenarbeit (GTZ) mit anschließender Leitung einer afghanischen Frauendelegation nach Afghanistan zwecks Evaluierung und Vorschlag von Projekten für Frauen und Kinder zuständig.
Nashir-Karim war als freiberufliche Journalistin im Hörfunk tätig, unter anderem für WDR und NDR. Als Übersetzerin übertrug sie Hier spricht Guantánamo von Roger Willemsen vom Deutschen ins Dari. Sie war Mitbegründerin und Vorsitzende des Afghanischen Frauenvereins e. V.
Sie starb am 20. April 2023 an den Folgen einer Krebserkrankung.

## Afghanischer Frauenverein e.V.
Seit den 1990er Jahren setzte sich Nadia Nashir-Karim ehrenamtlich für Frauen und Mädchen in Afghanistan ein. Gegründet hatte Nashir-Karim das Projekt 1992 gemeinsam mit anderen Frauen aus Afghanistan. Mithilfe von Spendengeldern und Hilfsaktionen wuchs das Projekt. Ende der Neunzigerjahre, in den dunkelsten Zeiten des Talibanregimes, gründeten sie heimlich eine Mädchenschule in Ghazni. Sie nannten sie Roschani, das heißt Licht. Dort konnten Ende 2021 500 Mädchen Lesen, Schreiben und Englisch lernen. Der Verein unterstützt drei weitere Schulen, zwei Krankenhäuser und eine Gesundheitsstation und beschäftigt 190 fest angestellte Lehrer, Ärzte, Hebammen und andere Helfer. Vor Ort bildet das Projekt Frauen zu Schneiderinnen aus, vermittelt Universitätsstipendien, baut Brunnen, gibt Computerkurse und betreut Nothilfeprojekte für Arme und Kranke, vor allem auf dem Land.
In Zusammenarbeit mit den Einheimischen vor Ort werden die Projekte und Hilfsmaßnahmen ermittelt, geplant und betreut und in Deutschland koordiniert, geleitet und finanziell verwaltet. Um die finanziellen Mittel zu sichern, wirbt der Verein um Spenden und veranstaltet öffentlichkeitswirksame Informationsveranstaltungen. Für das Fundraising und die Betreuung der Spender ist Nadia Nashir-Karim zuständig.
2021 betrieb der Verein insgesamt 15 Projekte in Afghanistan. Bestehend aus Schulen, Kliniken, Wohnprojekten und Handwerksstätten. Von diesen 15 seien Ende 2021 noch zwölf in Betrieb. Die meisten Kolleginnen, wie etwa Lehrerinnen, arbeiteten unvermindert weiter. Auch die Mädchenschule des Vereins sei in Betrieb. Der Bau eines neuen Schulgebäudes in einem Dorf nördlich von Kabul ist geplant.
Nashir-Karim beschrieb die Situation nach der Machtübernahme durch die Taliban: „Wir verhandeln seit 2014 über die Dorfältesten mit den Taliban, um unterrichten zu können. Anders geht es gar nicht.“ Die Dorfältesten sind Respektspersonen und wichtige Vermittler zum Schutz der Einrichtungen. In den vergangenen 25 Jahren haben die Taliban einmal verlangt, eine Schule zu schließen, weil Mädchen keine Bildung bräuchten. Die Dorfältesten vermittelten, dass der Koran sagt, alle sollten sich bilden, Jungen und Mädchen. Als die Schule in die Frontlinie der Gefechte zu geraten drohte, baten die Dorfältesten die Anführer der zwei Parteien, die Schule zu verschonen. Es gibt eine strengere Geschlechtertrennung. Die Mädchen werden ausschließlich von Frauen unterrichtet und alle tragen Schuluniform, Kopftuch und lange Kleidung. Dass sie überhaupt eine Mädchenschule betreiben könne, liege an der Unterstützung der Einheimischen. „Nur so werden wir akzeptiert. Sie wollen die Schulen, weil sie oft selbst Analphabeten sind. Sie wissen, dass ihre Kinder nur mit Bildung eine Chance auf ein besseres Leben haben.“
Nadia Nashir-Karim erhielt am 8. März 2017 das Verdienstkreuz am Bande der Bundesrepublik Deutschland.

## Auszeichnungen
- 2011: Elisabeth-Siegel-Preis der Stadt Osnabrück
- 2012: Bürgermedaille der Stadt Osnabrück
- 2017: Verdienstkreuz am Bande der Bundesrepublik Deutschland
- 2021: Hamburger des Jahres 2021 – Fairness und Courage[10]